# (21639) Davidkaufman
(21639) Davidkaufman (1999 ND39) – planetoida z grupy pasa głównego asteroid okrążająca Słońce w ciągu 3,43 lat w średniej odległości 2,27 j.a. Odkryta 14 lipca 1999 roku.